# Блек Даймонд (слон)
Блек Даймонд (від англ. — black diamond — чорний діамант) — індійський слон (1898—1929), що належав цирку Аль Г. Барнса. Важив дев'ять тонн, вважався найбільшим індійським слоном у неволі. 12 жовтня 1929 р., розвантажуючись в Корсикані, штат Техас, Блек Даймонд вчинив погром, поранивши свого давнього колишнього тренера, вбивши чинного Еву Доноху. Через ці події було вирішено, що слон є небезпечним для роботи в цирку, після чого його було розстріляно. Для вбивства тварини було здійснено близько 155 пострілів.